# Лопотово (Ленінградська область)
Лопотово (рос. Лопотово) — присілок у Лодєйнопольському районі Ленінградської області Російської Федерації.
Населення становить 16 осіб. Належить до муніципального утворення Альоховщинське сільське поселення.

## Історія
Згідно із законом від 20 вересня 2004 року № 63-оз належить до муніципального утворення Альоховщинське сільське поселення.

## Населення
| 1838 | 1862 | 1939 | 1958 | 1997 | 2007 | 2010 |
| ---- | ---- | ---- | ---- | ---- | ---- | ---- |
| 27   | ↘23  | ↗102 | ↘54  | ↘16  | ↗20  | →20  |
| 2014 | 2015 | 2016 |      |      |      |      |
| ↘17  | ↘16  | →16  |      |      |      |      |